# José Gregorio Monagas (Venezuela)
Pour les articles homonymes, voir Monagas.
José Gregorio Monagas est la capitale administrative et officielle de la paroisse civile de Tomás Alfaro Calatrava de la municipalité de Sir Arthur Mc Gregor dans l'État d'Anzoátegui.